# 1925 aux États-Unis
Pour des articles plus généraux, voir Chronologie des États-Unis et 1925.
Chronologie des États-Unis
- 1921
- 1922
- 1923
- 1924
- 1925
- 1926
- 1927
- 1928
- 1929

Cette page concerne des événements d'actualité qui se sont produits durant l'année 1925 du calendrier grégorien aux États-Unis.

La Première Guerre mondiale de Coolidge examinant plusieurs discours présidentielles .

## Événements
- 5 janvier : Nellie Tayloe Ross devient la première femme gouverneur des États-Unis.
- 21 février : premier numéro du journal The New Yorker.
- 4 mars : Calvin Coolidge devient le premier président des États-Unis dont la cérémonie d'investiture est retransmise par radiodiffusion.
- 13 mars : Promulgation du Butler Act dans l'Etat du Tennessee sur instigation du député John Washington Butler. Cette loi interdisait « à tout enseignant d'université, d'école normale ou de toute autre institution publique, financée entièrement ou partiellement par les fonds d'État, d'enseigner une théorie qui nie l'histoire de la création divine de l'homme, telle qu'elle est enseignée dans la Bible, et qui prétend que l'homme descend d'un ordre inférieur d'animaux. ». Elle ne sera formellement abrogée qu'en 1967 sur injonction du gouvernement fédéral.
- 6 juin : fondation de la société Chrysler Corporation par Walter Chrysler.
- 26 juin : sortie du film muet The Gold Rush (La Ruée vers l'or) du célèbre cinéaste Charlie Chaplin.
- 10 - 21 juillet : procès Scopes à Dayton. John Thomas Scopes est un professeur accusé d’avoir diffusé les théories darwinistes proscrites dans le Tennessee. Il est condamné à une amende de cent dollars[1].
- 8 août : premier congrès du Ku Klux Klan né en 1865. Un défilé de quarante mille militants est organisé devant la Maison-Blanche à Washington. Ce congrès a un effet important et permet au KKK de s'attirer sympathie et adhésion de certains sénateurs, juges et gouverneurs américains.
- 12 décembre : ouverture du tout premier motel à San Luis Obispo : le Milestone Mo-Tel.
- Développement du réseau routier aux États-Unis. Accroissement des banlieues pendant les années 1920.
- La Ford T devient moins chère qu'un cheval. Les usines Ford en sortent une toutes les dix secondes.
- Surproduction agricole, endettement de nombreux agriculteurs dû à la baisse des prix agricoles.

## Naissances en 1925
- 26 janvier : Paul Newman, acteur américain
- 8 février: Jack Lemmon à Newton (Massachusetts), acteur et réalisateur américain
- 6 septembre : Jimmy Reed, chanteur de blues
- Malcolm X

## Décès en 1925
- x